# WrestleMania XXVI
WrestleMania XXVI var den 26. udgave af pay-per-view-showet WrestleMania produceret af World Wrestling Entertainment (WWE). Det fandt sted d. 28. marts 2010 fra University of Phoenix Stadium i Glendale, Arizona, hvor der var 72.219 tilskuere.
Showets main event var en kamp mellem The Undertaker og Shawn Michaels, hvor The Undertakers sejrrække (Undertaker havde vundet alle sine forrige 17 kampe ved WrestleMania) og Shawn Michaels' karriere var på spil. Derudover var der også to VM-titelkampe på programmet: Batista skulle forsvare WWE Championship mod John Cena, mens Chris Jericho skulle forsvare WWE World Heavyweight Championship mod Edge, der havde gjort sig fortjent til en VM-titelkamp ved at vinde årets Royal Rumble match i januar. Bret Hart vendte tilbage til ringen efter mere end 10 års pause. Han mødte WWE's ejer, Vince McMahon, og det var Harts første kamp ved WrestleMania (eller i World Wrestling Entertainment) siden 1997, hvor han forlod WWE efter det omdiskuterede Montreal Screwjob. 

## Resultater
- Unified WWE Tag Team Championship: ShoMiz (Big Show og The Miz) besejrede John Morrison og R-Truth
- Randy Orton besejrede Cody Rhodes og Ted DiBiase i en triple threat match
- Jack Swagger besejrede Dolph Ziggler, Shelton Benjamin, Drew McIntyre, Christian, Montel Vontavious Porter, Matt Hardy, Evan Bourne, Kofi Kingston og Kane i en money in the bank ladder match
- Triple H besejrede Sheamus
- Rey Mysterio besejrede CM Punk (med Luke Gallows og Serena)
- Bret Hart besejrede Vince McMahon i en no holds barred lumberjack match
  - Det var Bret Harts første kamp i WWE siden Montreal Screwjob i 1997, og hans første kamp ved WrestleMania siden WrestleMania 13, hvor han besejrede Steve Austin.
  - Hart-familien var lumberjacks.
- WWE World Heavyweight Championship: Chris Jericho besejrede Edge
- Michelle McCool, Layla, Maryse, Alicia Fox og Vickie Guerrero besejrede Mickie James, Kelly Kelly, Eve Torres, Gail Kim og Beth Phoenix
- WWE Championship: John Cena besejrede Batista
  - John Cena vandt VM-titlen for niende gang.
- The Undertaker besejrede Shawn Michaels
  - Shawn Michaels var nødsaget til at indstille karrieren efter kampen.
  - The Undertaker udvidede sin sejrsrække ved WrestleMania til 18-0.

| Sport | Spire Denne artikel om sport er en spire som bør udbygges. Du er velkommen til at hjælpe Wikipedia ved at udvide den. |